# Jan Jakub Meyen
Jan Jakub Meyen (ur. w 1753) – polski generał-major.
Był oficerem pruskim, nobilitowanym w I Rzeczypospolitej. Mianowany pułkownikiem w 1790, od 1779 służył w wojsku litewskim. W 1792 uczestniczył w wojnie polsko-rosyjskiej. Od 1794 dowódca dywizji w powstaniu kościuszkowskim, obrońca Wilna przed wojskami rosyjskimi w 1794. 